# Памятник Эриставов
Памятник Эриставов или Хроника ксанских эриставов (груз. ძეგლი ერისთავთა, [Дзегли эриставта]) — грузинский документ XV века, описывающий историю возникновения Ксанского эриставства в Грузии и исторических событий, связанных с ксанскими эриставами.
Цитата:
«…для [погребе]ния усыпальницу дали. Эриставствования же ничьего не пожелали, а искали человека такого, который владел бы (ими) честью, а не силой, чтобы его же утвердить в центре страны своей. И все торопились строить Ларгвиси, каждодневно все хеви. В эти в[ремена] была великая смута в стране Осетской, и обильно проливалась кровь царей осов. Оказались победителями сыновья старшего брата и перевели (через) гору Захскую детей младшего — Ростома, Бибилу, Цитлосана и сыновей их с семьюдесятью добрыми рабами и привели в страну Двалетскую».